# Augustin Josef Nürnberger
Augustin Josef Nürnberger (* 6. Januar 1854 in Habelschwerdt, Provinz Schlesien; † 20. April 1910) war ein deutscher katholischer Theologe.

## Leben
Augustin Josef Nürnberger studierte Katholische Theologie an den Universitäten in Breslau und Prag. Nach der Priesterweihe 1879 war er ab 1881 Kaplan in der Kirche Santa Maria dell’Anima in Rom. Ab 1882 war er Oberlehrer am Gymnasium in Neisse, ab 1891 am Gymnasium in Breslau. Nach der Promotion in Theologie am 26. November 1883 an der Universität Tübingen lehrte er ab 1894 Kirchengeschichte an der Universität Breslau.

## Schriften (Auswahl)
- Zur handschriftlichen Ueberlieferung der Werke des heil. Bonifatius. Neisse 1883.
- De Sancti Bonifatii, Germanorum Apostoli vitis codicum manuscriptorum ope denuo edendis commentatio quam scripsit et auctoritate. Breslau 1892.
- Papsttum und Kirchenstaat. Band 2. Reform, Revolution und Restauration unter Pius IX. (1847–1850). Mainz 1898, OCLC 312110201.
- Neue Dokumente zur Geschichte des P. Andreas Faulhaber. Mainz 1900, OCLC 947734392.